# Mohamed Sankoh
Mohamed Sankoh (* 16. Oktober 2003 in Rijswijk, Niederlande) ist ein niederländischer Fußballspieler. Er steht beim VfB Stuttgart unter Vertrag.

## Karriere

### Verein
2013 kam Sankoh vom KRSV Vredenburch zur Jugend von Sparta Rotterdam. Er schloss sich 2018 Stoke City an.
Zur Saison 2020/21 wechselte der 16-Jährige zu den A-Junioren (U19) des VfB Stuttgart. Der Stürmer absolvierte zwei Spiele (zwei Tore) in der A-Junioren-Bundesliga, ehe die Spielbetrieb im November 2020 aufgrund der COVID-19-Pandemie eingestellt wurde. Daraufhin wurde Sankoh fortan in der zweiten Mannschaft in der viertklassigen Regionalliga Südwest eingesetzt. Dort erzielte er in seinem zweiten Einsatz bei einem 8:1-Sieg gegen den TSV Schott Mainz fünf Tore. Nach insgesamt neun Toren in 15 Regionalligaspielen debütierte Sankoh am 25. April 2021 unter dem Cheftrainer Pellegrino Matarazzo in der Bundesliga, als er bei einer 0:2-Niederlage gegen RB Leipzig in der Schlussphase eingewechselt wurde. Bei seinem zweiten Erstligaeinsatz verletzte er sich am ersten Spieltag der Saison 2021/22 am 14. August 2021 im Spiel gegen die SpVgg Greuther Fürth kurz nach seiner Einwechslung bei einem Zusammenprall mit dem gegnerischen Torhüter schwer am Knie. Am 18. November 2021 verlängerte er seinen Vertrag bis Ende Juni 2026. Zur Saison 2022/23 wechselte er leihweise zum niederländischen Erstligisten Vitesse Arnheim. Im Sommer 2023 kehrte er zunächst zum VfB Stuttgart zurück, wurde jedoch Anfang September 2023 an Heracles Almelo verliehen.
Im Sommer 2024 kehrte er erneut zunächst nach Stuttgart zurück und absolvierte mit der zweiten Mannschaft ein Spiel in der 3. Liga. Im August 2024 wurde er bis zum Ende der Saison 2024/25 an den italienischen Zweitligisten Cosenza Calcio verliehen. Nach neun Einsätzen (einmal in der Startelf) ohne eigenen Torerfolg wurde die Leihe Anfang Januar 2025 beendet und Sankoh kehrte mit dem Beginn der Wintervorbereitung zur zweiten Mannschaft des VfB zurück.

### Nationalmannschaft
Im April 2018 absolvierte Sankoh für die niederländische U16-Nationalmannschaft drei Länderspiele und erzielte dabei einen Treffer. Bei seinem Debüt für die U17-Nationalmannschaft der Niederlande schoss er am 26. März 2019 in der Qualifikation für die U17-Europameisterschaft 2019 gegen Tschechien ein Tor. In der anschließenden EM-Endrunde absolvierte Sankoh zwei Einsätze und wurde U17-Europameister.